# Ciclism la Jocurile Olimpice de vară din 2020 - Contratimp individual feminin
Cursa ciclistă de contratimp individual feminin de la Jocurile Olimpice de vară din 2020 a avut loc pe 28 iulie 2021 pe Fuji International Speedway,Tokyo.

## Deținătoarele titlurilor
Înaintea acestei competiții, deținătoarele titlurilor mondial și olimpic erau următoarele:
| Titlul  | Ciclist                    | Loc                      | An   |
| ------- | -------------------------- | ------------------------ | ---- |
| Mondial | Anna van der Breggen (NED) | Imola, Italia            | 2020 |
| Olimpic | Kristin Armstrong (SUA)    | Rio de Janeiro, Brazilia | 2016 |

## Program
Orele sunt ora Japoniei (UTC+9) 
| Data                    | Timp  | Etapă  |
| ----------------------- | ----- | ------ |
| Miercuri, 28 iulie 2021 | 11:00 | Finala |

## Rezultate
| Loc | Nr | Ciclistă                  | Țară                       | Timp     | Dif.       |
| --- | -- | ------------------------- | -------------------------- | -------- | ---------- |
| 1   | 6  | Annemiek van Vleuten      | Olanda                     | 30:13,49 |            |
| 2   | 3  | Marlen Reusser            | Elveția                    | 31:09,96 | + 56,47    |
| 3   | 1  | Anna van der Breggen      | Olanda                     | 31:15,12 | + 1:01,63  |
| 4   | 5  | Grace Brown               | Australia                  | 31:22,22 | + 1:08,73  |
| 5   | 7  | Amber Neben               | Statele Unite ale Americii | 31:26,13 | + 1:12,64  |
| 6   | 4  | Lisa Brennauer            | Germania                   | 32:10,71 | + 1:57,22  |
| 7   | 2  | Chloé Dygert              | Statele Unite ale Americii | 32:29,89 | + 2:16,40  |
| 8   | 10 | Ashleigh Moolman          | Africa de Sud              | 32:37,60 | + 2:24,11  |
| 9   | 13 | Juliette Labous           | Franța                     | 32:42,14 | + 2:28,65  |
| 10  | 9  | Elisa Longo Borghini      | Italia                     | 33:00,89 | + 2:47,40  |
| 11  | 20 | Sarah Gigante             | Australia                  | 33:01,60 | + 2:48,11  |
| 12  | 15 | Leah Kirchmann            | Canada                     | 33:01,64 | + 2:48,15  |
| 13  | 14 | Lisa Klein                | Germania                   | 33:01,97 | + 2:48,48  |
| 14  | 22 | Karol-Ann Canuel          | Canada                     | 33:07,97 | + 2:54,48  |
| 15  | 19 | Omer Shapira              | Israel                     | 33:15,84 | + 3:02,35  |
| 16  | 12 | Alena Amialiusik          | Belarus                    | 33:21,41 | + 3:07,92  |
| 17  | 8  | Emma Norsgaard Jørgensen  | Danemarca                  | 33:50,18 | + 3:36,69  |
| 18  | 23 | Anna Shackley             | Marea Britanie             | 34:13,60 | + 4:00,11  |
| 19  | 24 | Julie Van de Velde        | Belgia                     | 34:23,49 | + 4:10,00  |
| 20  | 18 | Katrine Aalerud           | Norvegia                   | 34:33,38 | + 4:19,89  |
| 21  | 17 | Christine Majerus         | Luxemburg                  | 34:34,13 | + 4:20,64  |
| 22  | 21 | Eri Yonamine              | Japonia                    | 34:34,97 | + 4:21,48  |
| 23  | 16 | Margarita Victoria García | Spania                     | 34:39,96 | + 4:26,47  |
| 24  | 11 | Anna Plichta              | Polonia                    | 34:56,95 | + 4:43,46  |
| 25  | 25 | Masomah Ali Zada          | (EOR)                      | 44:04,31 | + 13:50,82 |